# Hart Station
Hart Station – wieś w Anglii, w hrabstwie Durham, w dystrykcie (unitary authority) Hartlepool. Leży 23 km na wschód od miasta Durham i 364 km na północ od Londynu.